# Río Natales
El río Natales es un curso natural de agua que fluye en la Provincia de Última Esperanza de la Región de Magallanes y de la Antártica Chilena con dirección general oeste hasta desembocar en el canal Señoret.

## Trayecto
El río nace en la sierra Dorotea y bordea la ciudad de Puerto Natales antes de desembocar en el canal Señoret.

## Historia
Luis Risopatrón lo describe en su s: de 1924:: 579 
Natales (Rio) 51° 40' 72° 24'. Es de corto caudal i afluye del E a la costa E del estremo SE del canal Señoret. 1, XXVII, carta 144; 122, p. 89; 134; i 156.